# Isokari (ö i Norra Österbotten, Haapavesi-Siikalatva)
Isokari är en ö i Finland. Den ligger i sjön Kurranjärvi och i kommunen Siikalatva i den ekonomiska regionen  Haapavesi-Siikalatva ekonomiska region  och landskapet Norra Österbotten, i den centrala delen av landet, 500 km norr om huvudstaden Helsingfors. Öns area är 0,5 hektar och dess största längd är 160 meter i sydöst-nordvästlig riktning.